# Autokit Industries
Autokit Industries war ein US-amerikanischer Hersteller von Automobilen.

## Unternehmensgeschichte
Der Student Bruce Weeks gründete 1970 das Unternehmen in Oakland in Kalifornien. Er begann mit der Produktion von Automobilen und Kit Cars. Der Markenname lautete Invader. 1973 gab es in Spanien eine Lizenzfertigung durch Tecnipol aus Torrejón de Ardoz. 1980 oder 1985 endete die Produktion.
Kaylor Energy Products setzte die Produktion ab 1980 fort.

## Fahrzeuge
Im Angebot standen flache Sportwagen. Sie basierten auf einem Fahrgestell vom VW Käfer. Ein luftgekühlter
Vierzylinder-Boxermotor trieb die Fahrzeuge an. Die geschlossene Karosserie bestand aus Kunststoff und hatte eine gewisse Ähnlichkeit zum Ferrari Dino 246. Die Flügeltüren aus Plexiglas waren herausnehmbar.